# Emirati Arabi Uniti ai Giochi della XXIII Olimpiade
Gli Emirati Arabi Uniti parteciparono ai Giochi della XXIII Olimpiade, svoltisi a Los Angeles, Stati Uniti, dal 28 luglio al 12 agosto 1984, con una delegazione di 7 atleti impegnati in una disciplina.

## Atletica leggera
Maschile
| Gara              | Atleta                                                                         | Batterie    | Batterie | Semifinali | Semifinali | Finale | Finale |
| Gara              | Atleta                                                                         | Tempo       | Pos.     | Tempo      | Pos.       | Tempo  | Pos.   |
| ----------------- | ------------------------------------------------------------------------------ | ----------- | -------- | ---------- | ---------- | ------ | ------ |
| 100 m             | Mohamed Samy Abdullah                                                          | 11"11       | 71°      | N.D.       | N.D.       | N.D.   | N.D.   |
| Staffetta 4×400 m | Rashid Ismail Al-Jirbi Khamis Ibrahim Khamis Mubarak Ismail Amber Ibrahim Aziz | 3'19"90     | 24°      | N.D.       | N.D.       | N.D.   | N.D.   |
| 400 m             | Rashid Ismail Al-Jirbi                                                         | 48"71       | 63°      | N.D.       | N.D.       | N.D.   | N.D.   |
| 400 m ostacoli    | Khamis Ibrahim                                                                 | 55"50       | 43°      | N.D.       | N.D.       | N.D.   | N.D.   |
| 110 m ostacoli    | Mohamed Helal Ali                                                              | 15"75       | 26°      | N.D.       | N.D.       | N.D.   | N.D.   |
| 800 m             | Ibrahim Aziz                                                                   | 1'54"86     | 58°      | N.D.       | N.D.       | N.D.   | N.D.   |
| 1500 m            | Ibrahim Aziz                                                                   | Senza tempo | /        | N.D.       | N.D.       | N.D.   | N.D.   |

Concorsi
| Salto in lungo | Shahad Said Mubarak | 6,98 m | 23° | N.D. | N.D. | N.D. | N.D. |